# دهستان صحرای باغ
دهستان صحرای باغ، یکی از دهستان‌های بخش مرکزی شهرستان لارستان در استان فارس ایران است. مرکز این دهستان، روستای باغ است.

## جمعیت
بر پایه سرشماری عمومی نفوس و مسکن در سال ۱۳۹۵، جمعیت دهستان صحرای باغ برابر با ۷٬۰۰۷ نفر بوده است.